# Junie Sanders
William « Junie » Sanders, né le 12 mai 1972, à Brooklyn, dans l'État de New York, est un joueur américain de basket-ball. Il évolue au poste d'arrière.

## Palmarès
- All-NBDL Second Team 2004
- All-USBL First Team 1999
- Meilleur Sixième homme USBL 2002